# G.O.A.T. (album Pei)
G.O.A.T. – album rapera Pei oraz producenta muzycznego Magiery. Wydawnictwo ukazało się 21 września 2019 roku nakładem wytwórni muzycznej My Music. Artysta przygotował dla słuchaczy także dwie inne wersje materiału:
-Deluxe, zawierający dodatkowy utwór "W głowach ogień" oraz drugi krążek zawierający remixy niektórych utworów artysty.
-Limitowany z dodatkowymi gadżetami, wydany w specjalnym opakowaniu.
Wśród gości pojawili się: DJ. Falcon1, Hans, Grizzlee, Chi Ali, Pih, DVJ, Rink i Dziun.

## Lista utworów
Źródło.
1. „Wprowadzenie“
2. „G.O.A.T.”
3. „Akacja”
4. „Big Rich” (gości. DJ. Falcon1)
5. „Game Changer”
6. „Jakieś pytania?” (gości. Hans & Grizzlee)
7. „Bolesne powroty”
8. „Ten typ tak ma”
9. „Kiedy rozum śpi” (gości. Chi Ali, Pih & DVJ. Rink)
10. „Oczekiwania Avi”
11. „Money Talks”
12. „Kiedyś to było”
13. „Krew”
14. „Happy End” (gości. Dziun)
15. „W głowach ogień” (gości. Iceman, Sobota & Kacper HTA (tylko w wersji deluxe)